# Majakowskiring

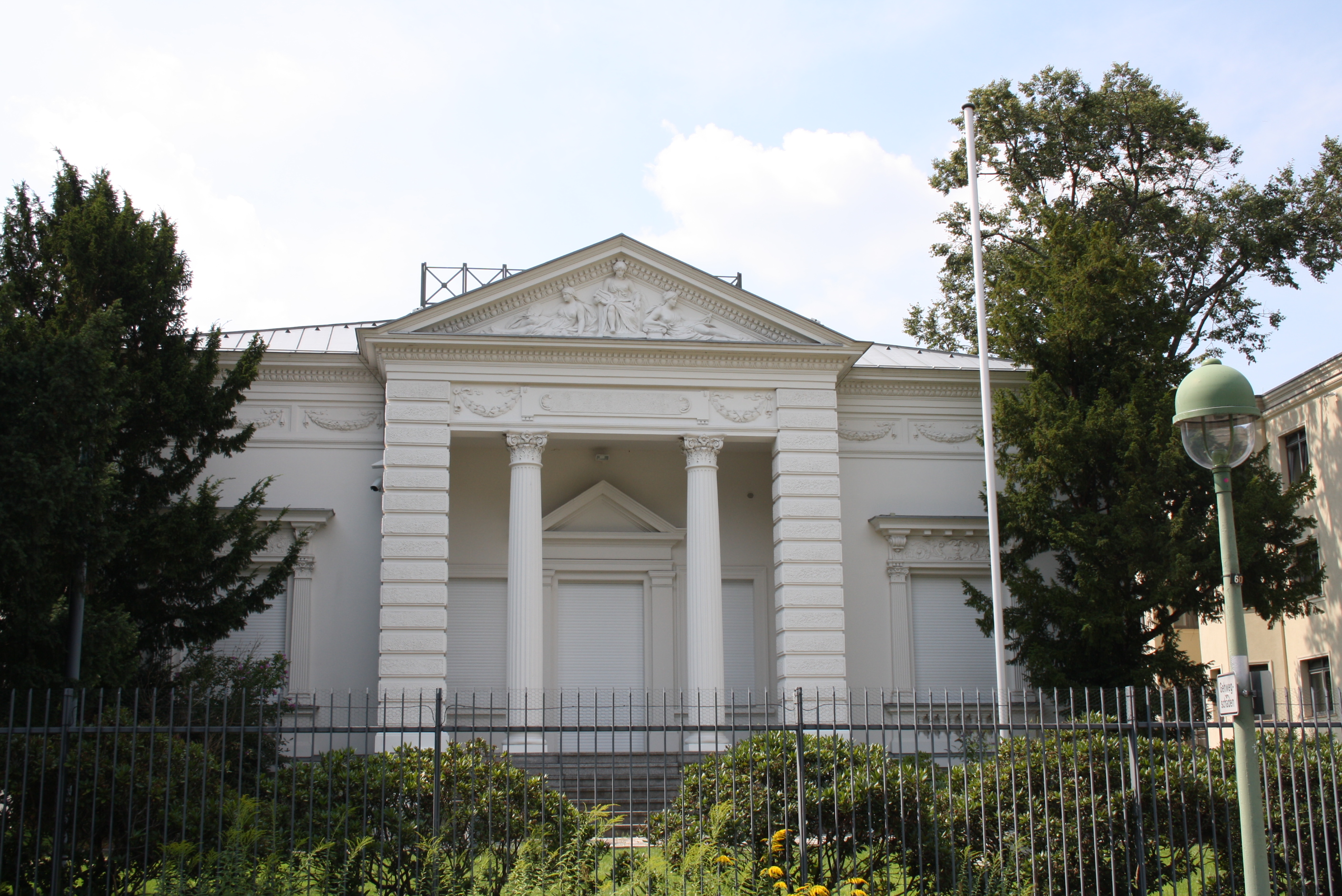
Willa przy Majakowskiring 2 - b. Dom Gościnny Rządu NRD

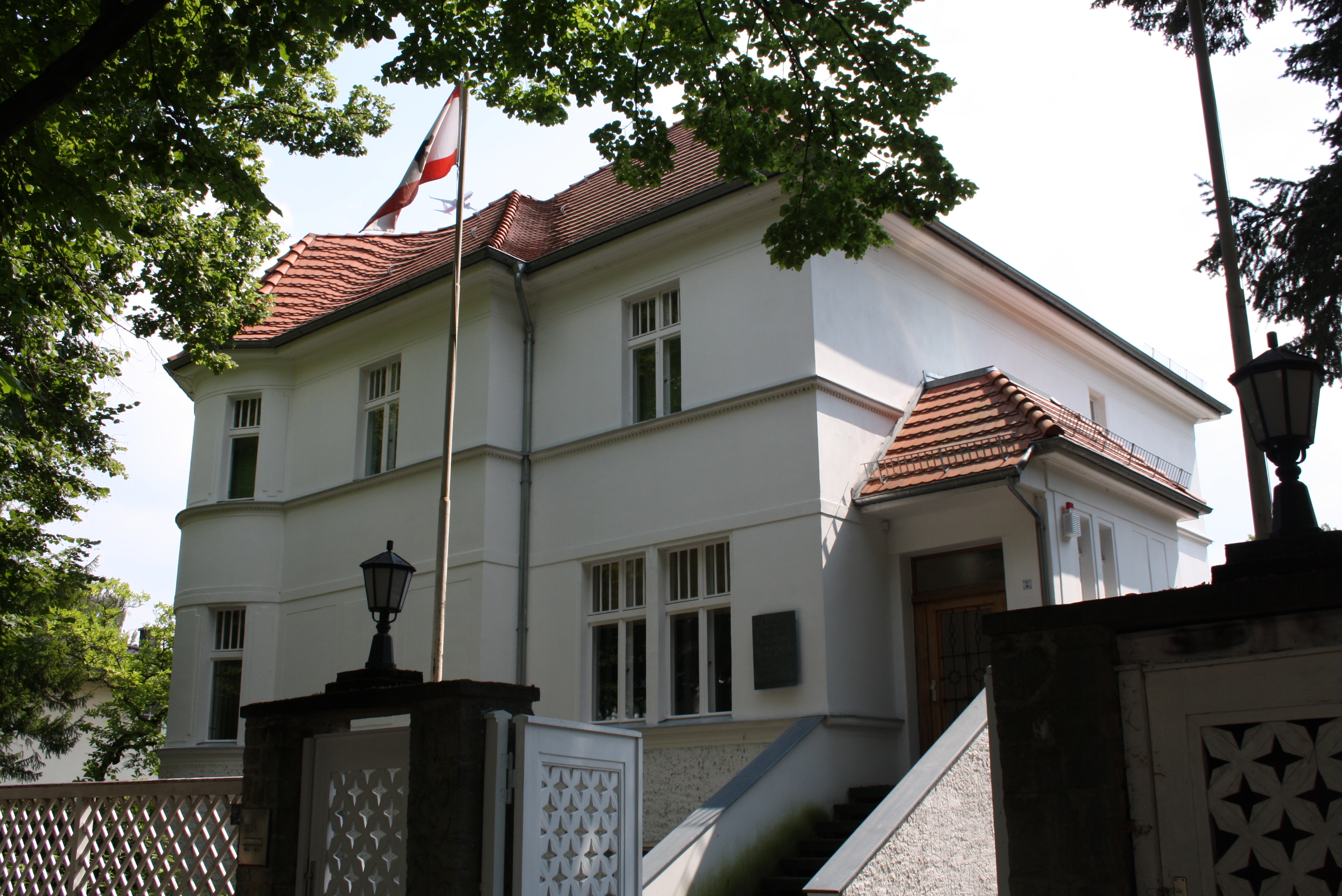
Willa przy Majakowskiring 29 - rezydencja pierwszego prezydenta NRD

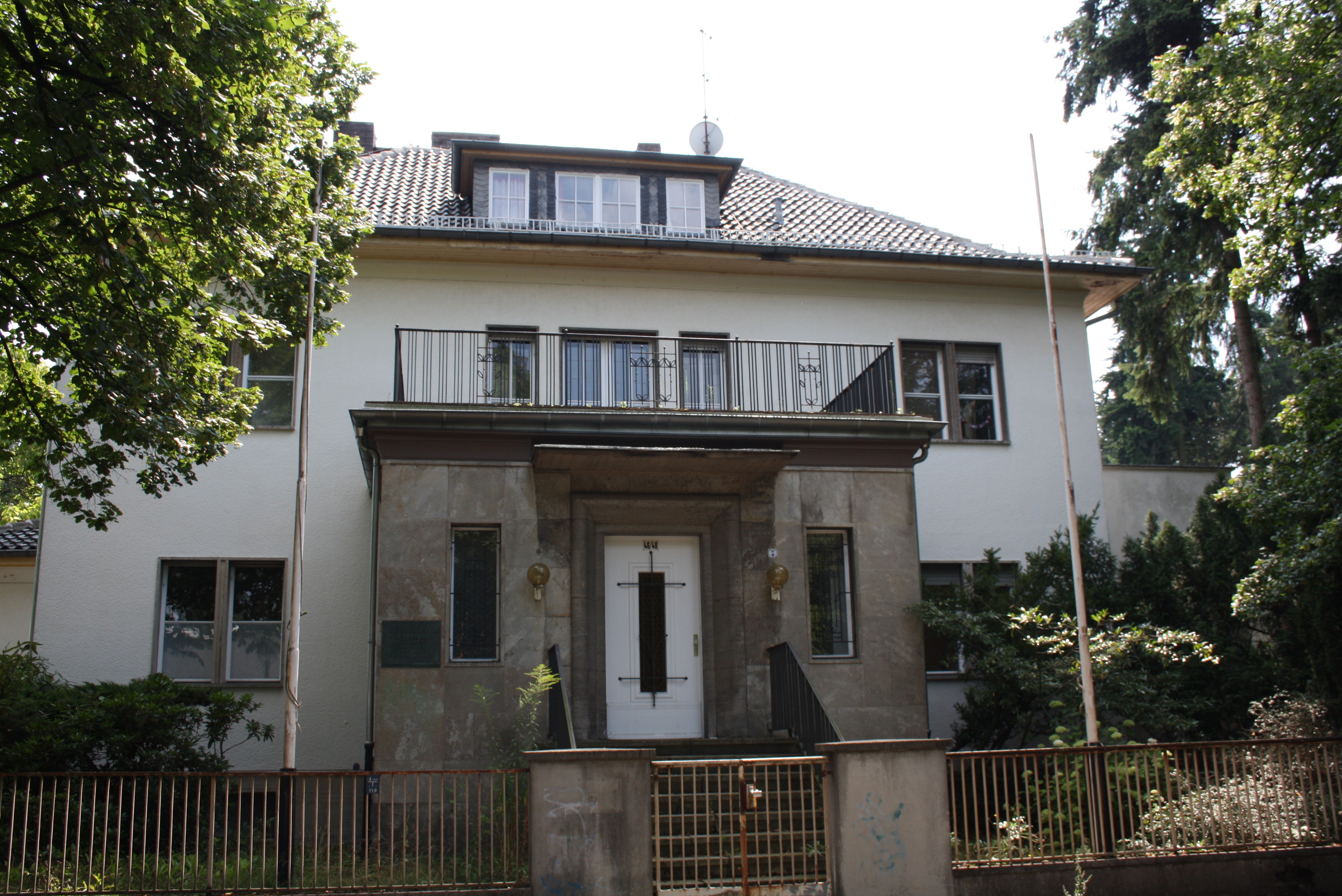
Willa przy Majakowskiring 46-48 – rezydencja b. komendanta radzieckiej strefy okupacyjnej Berlina, następnie pierwszego premiera NRD

Majakowskiring – ulica w Berlinie, w Niemczech, w dzielnicy Pankow, okręgu administracyjnym Pankow, wytyczona w 1880.

## Opis
Ulica w formie kręgu, którą utworzono w 1950 z dwóch dotychczasowych ulic – Viktoriastraße (1900–1950) oraz Kronprinzenstraße (1900–1950) – w okresie lat 1945–1973 stanowiąc centrum wydzielonego, ogrodzonego początkowo parkanem a następnie murem, pilnie strzeżonego przez wartowników z pułku wartowniczego Stasi im. Feliksa Dzierżyńskiego (Wachregiment „Feliks Dzierzynski“) osiedla z wjazdem z Ossietzkystraße, do którego włączono kilka małych uliczek (Rudolf-Ditzen-Weg, Güllweg, Köberlesteig, Boris-Pasternak-Weg, Stille Straße oraz Tschaikowskistrasse), z przeznaczeniem początkowo dla personelu radzieckich wojsk okupacyjnych, następnie kierownictwa SED oraz Rządu NRD. Osiedle określano początkowo „miasteczkiem” (Городок), następnie „rządowym miasteczkiem” (Regierungsstädtchen). Od 1949 zarządzane było przez Arthura Piecka, syna Wilhelma Piecka. Wyposażono je w dwa sklepy spożywcze, fryzjera, krawca, szewca, przedszkole, kort tenisowy i elektrownię. Po wybuchu rewolucji węgierskiej w 1956 postanowiono jeszcze bardziej odgrodzić się od społeczeństwa przenosząc około 1960 rezydencje najważniejszych dostojników NRD do nowo wybudowanego leśnego osiedla nieopodal Wandlitz. W kolejnych latach wiele z nich pełniło funkcje domów recepcyjno-gościnnych kilku urzędów i organizacji (np. Związku Literatów NRD) i rezydencji dyplomatycznych (1973–), m.in. ambasad Belgii, Francji, Polski, zaś obecnie Zambii oraz Wydz. Ekonomiczno-Handlowy Ambasady ChRL (Wirtschafts- und Handelsabteilung). Domy Piecka, Grotewohla i Bechera oraz dom recepcyjny przy Majakowskiring 2 objęto ochroną zabytków. 

## Domy i ich mieszkańcy[1]
- Majakowskiring 2 „Villa Magna”: dom recepcyjno-gościnny Rządu NRD (1950-1964)[a], obecnie siedziba Wydz. Ekonomiczno-Handlowego Ambasady ChRL
- Majakowskiring 3: Walter Besenbruch (1950–1953)
- Majakowskiring 5: dom recepcyjno-gościnny Rządu NRD (1950–1967, 1976–1989), Werner Lamberz (1967–1971), rezydencja ambasadora Francji (1971-1975), Horst Sindermann (1990), obecnie rezydencja ambasadora Kazachstanu
- Majakowskiring 6: Gerhart Eisler (1949–1956)
- Majakowskiring 8: Fritz Geyer (1950), Walter Franze (1950–1954), Hans Schilde (1950–1953), Johannes König (1954–1958), Werner Müller (1958-)
- Majakowskiring 10: Bernd Weinberger (–1950), Otto Gotsche (1950–1985)
- Majakowskiring 11: Erich Honecker (–1960)
- Majakowskiring 12: Hans Theodor Tzschorn (1950–1964), Kurt Wünsche (1965–1972), Lotte Ulbricht(inne języki) (1974–2002)
- Majakowskiring 13: przedszkole Rządu NRD (Kindergarten „Wilhelm Pieck”) (1952–1989), obecnie żłobek miejski
- Majakowskiring 16: Karl Steinhoff (1950–1952), Karl Litke (1952–1953), Peter Florin (1956–1961)
- Majakowskiring 17: Karl Litke (1950–1951)
- Majakowskiring 19: Waldemar Verner (1950–1951), Werner Eggerath (1952–1954), Gerhard Heidenreich (1955–)
- Majakowskiring 21: Bernd Weinberger (1950–1955), Horst Sindermann (1955–1960)
- Majakowskiring 25: Manfred Banaschak (1964–)
- Majakowskiring 26: Anton Ackermann (1945–1950), Alfred Schönherr (1950), Elli Schmidt (1945–1954), Hermann Matern (1954-1960), Rudolf Dölling (1961–1975), Irma Verner (1986–1990)
- Majakowskiring 28/30: Lotte i Walter Ulbricht (1945–1973), budynek zburzono w 1975 w procesie wyrugowywania Waltera Ulbrichta z historii, następnie wybudowano tu dom recepcyjny KC SED (1976–1990)
- Majakowskiring 29: Wilhelm Pieck (1945–1961), Elly Winter (1945–1974), następnie dom recepcyjno-gościnny Ministerstwa Bezpieczeństwa Państwowego (Stasi)[b]
- Majakowskiring 32: Karl Grünberg (1945), Franz Dahlem (1945–1953), Herbert Warnke (1954–1960)
- Majakowskiring 33–35: Komendantura Radziecka (1945–1949), Alexander Abusch (1950–1953), Karl Schirdewan (1953–1958), Gerhard Grüneberg (1958–1960), Peter Florin (1961–1973), rezydencja ambasadora Belgii (1974–1990), obecnie rezydencja ambasadora Zambii
- Majakowskiring 34: Johannes R. Becher (1945–1958), Lilly Becher (1945–1977), Heinz Willmann (1945–1948)
- Majakowskiring 36: Otto Walter (1950–1983)
- Majakowskiring 45: Max Reimann (1950–1960), Karl Namokel (1960–1963), Josef Streit (1963–1983)
- Majakowskiring 46/48: gen. Aleksander Kotikow[c] (1946–1949), Otto Grotewohl (1950–1964)
- Majakowskiring 47: rezydencja ambasadora PRL/RP (1977–1999), Centrum Badań Historycznych Polskiej Akademii Nauk w Berlinie (Zentrum für Historische Forschung Berlin der Polnischen Akademie der Wissenschaften) (1999–)
- Majakowskiring 50: Heinrich Rau (1954–1960)
- Majakowskiring 51: Max Opitz (1955–1982)
- Majakowskiring 52: Willi Rumpf (1950–1982)
- Majakowskiring 55: Ernst Busse (1948–1950), Max Keilson (1950–1953), Margarete Fuchs-Keilson (1950–), Franz Gold (1954–1960), Kurt Hager (1955–1960)
- Majakowskiring 55a: Horst Sindermann (1949–1951), Paul Gerhart Ziller (1951–1957)
- Majakowskiring 58: Hans-Heinrich Franck (1950), Gieorgij Puszkin (–1951)[d], Gerhard Heidenreich (1952–1953), Erich Honecker i Edith Baumann(inne języki) (1953–1954/55), Fred Oelßner (1955–1963), następnie dom recepcyjno-gościnny Stasi (1963–)
- Majakowskiring 59: Anton Ackermann (1950–1951), Hilde Benjamin (1952–1970)
- Majakowskiring 60: Hans Loch (1948–1951)
- Majakowskiring 61: Lothar Bolz (1950)
- Majakowskiring 63: Günter Schabowski (1989-1990), obecnie restauracja „Majakowski” (Gasthaus Majakowski)
- Majakowskiring 64: Albert Schreiner (1950), Robert Siewert (1950), Paul Gerhart Ziller (1950–1951), Willi Stoph (1951–1956, 1990), Sepp Schwab (1956–1965), dom recepcyjno-gościnny Rządu NRD[e]
- Majakowskiweg (obecnie Rudolf-Ditzen-Weg) 14: Margot i Erich Honecker (1954–1960), budynek zburzony
- Majakowskiring 66: Peter Florin (1949–1956), Fritz Schälicke (1950–), Rudolf Agsten (1966–1980), Rudi Georgi (1980-)
- Rudolf-Ditzen-Weg 9–11: Egon Krenz (1989–)
- Rudolf-Ditzen-Weg 12: Karl Maron (–1950), Paul Verner (1950–1958), Karl Mewis (1958–1963)
- Rudolf-Ditzen-Weg 13: Otto Winzer (1950–1975), Rudolf Lindau (1975–1977)
- Rudolf-Ditzen-Weg 14: Heinz Hoffmann (1950–1954), Erich Honecker (1954–1960), Margot Honecker (1954–1960), Max Reimann (1960-1969)
- Rudolf-Ditzen-Weg 15: Roman Chwalek (1946–1953)
- Rudolf-Ditzen-Weg 17: Paul Verner (1960–1964)
- Rudolf-Ditzen-Weg 18–20: Anton Ackermann (1951–1954), Markus Wolf (1954–1970), Hilde Benjamin (1971–1989)
- Rudolf-Ditzen-Weg 19: Hans Fallada (1945–1947), płk. Aleksander Kirsanow[2] (1947–1950), Richard Stahlmann (1950–1957), Deba Wieland (1963–1974)
- Rudolf-Ditzen-Weg 21: Johannes Kupke (1945–1954), Johannes König (1950–), Werner Müller (1954–1958)
- Rudolf-Ditzen-Weg 22: Rudolf Dölling (1950–1961), Heinz Eichler (1961–)
- Rudolf-Ditzen-Weg 23: Friedrich Burmeister (1950–)
- Rudolf-Ditzen-Weg 24: Hans Bausch (1950–1951), Sepp Schwab (1951–1954)
- Güllweg 6: Stefan Heymann (1954–1960), Kurt Gregor (1961–1990)
- Güllweg 8: Ernst Melsheimer (1952–1960), Herbert Grünstein (1979–1990)
- Güllweg 10a: Herbert Strampfer (1950–1960)
- Güllweg 10c: Paul Wandel (1985–1995)
- Köberlesteig 8: Richard Stahlmann (1957–1960)
- Köberlesteig 10: Gustav Brack (1950–1951), Waldemar Verner (1951–1953), Erich Mückenberger (1954–1971)
- Köberlesteig 12: Herbert Grünstein (1950–1979)
- Boris-Pasternak-Weg 2a: Wilhelmine Schirmer-Pröscher (1947–1955)
- Boris-Pasternak-Weg 4a: Willi Rumpf (1950), Josef Richard Smolorz (1951–1954), Wilhelmine Schirmer-Pröscher (1955–1992)
- Stille Straße 4-5: Otto Grotewohl (1946–1949), Else (Elisabeth) Zaisser (1950–1954), Wilhelm Zaisser (1950–1954), Friedrich Ebert (1954–1960)
- Stille Straße 10: Alexander Abusch (1948–1950), Erich Fritz Wendt (1948–1950)[3], Erich Mielke (1950–1971), obecnie centrum spotkań seniorów
- Stille Straße 11: Stefan Heymann (1950–1954)
- Stille Straße 12: Gerhard Heidenreich (1950–1954)
- Tschaikowskistrasse 34: Franz Gold (1952–1954)